# 삼성 갤럭시 M52 5G
삼성 갤럭시 M52 5G(Samsung Galaxy M52 5G)은 삼성 갤럭시 M 시리즈의 2021년 모델이다.